# Alice Marble
Alice Marble, ameriška tenisačica, * 28. september 1913, Beckwourth, Kalifornija, ZDA, † 13. december 1990, Palm Springs, Kalifornija.
Alice Marble je v posamični konkurenci štirikrat osvojila Nacionalno prvenstvo ZDA, v letih 1936, 1938, 1939 in 1940, ter Prvenstvo Anglije leta 1939. Uspešna je bila tudi v konkurenci dvojic, saj je po štirikrat osvojila Nacionalno prvenstvo ZDA v konkurencah ženskih in mešanih dvojic ter dvakrat oziroma trikrat Prvenstvo Anglije. Leta 1964 je bila sprejeta v Mednarodni teniški hram slavnih.

## Finali Grand Slamov

### Posamično (5)

#### Zmage (5)
| Leto | Turnir                       | Nasprotnica v finalu | Rezultat finala |
| 1936 | Nacionalno prvenstvo ZDA     | Helen Hull Jacobs    | 4–6, 6–3, 6–2   |
| 1938 | Nacionalno prvenstvo ZDA (2) | Nancye Wynne Bolton  | 6–0, 6–3        |
| 1939 | Prvenstvo Anglije            | Kay Stammers Bullitt | 6–2, 6–0        |
| 1939 | Nacionalno prvenstvo ZDA (3) | Helen Hull Jacobs    | 6–0, 8–10, 6–4  |
| 1940 | Nacionalno prvenstvo ZDA (4) | Helen Hull Jacobs    | 6–2, 6–3        |